# Société Sportive Patrie
La Société Sportive Patrie fue una entidad sociocultural y deportiva de Barcelona de la primera mitad del siglo XX.  Fue creada por la colonia francesa residente en Barcelona, y a instancias del cónsul francés, en enero de 1910 con el nombre de Sociedad Francesa de Preparación y Perfeccionamiento Militar Patrie.
Desde muy pronto la práctica deportiva se convirtió en una de las principales actividades de la sociedad. El 21 de mayo de 1911, en el campo de la calle Muntaner, se disputó el primer partido de rugby documentado en Cataluña, donde venció al RCD Espanyol por 7 a 0. Otros deportes practicados por la sociedad fueron el fútbol y el tenis.
Su actividad más destacada fue la difusión del baloncesto, con una sección masculina creada en 1922 y una femenina creada en 1929. El equipo se proclamó cuatro veces vencedor del Campeonato de Cataluña y uno de la Copa de España. En el equipo destacaron jugadores como Raoul Arnaud, Armando Maunier y Fernando Font. La actividad de la sociedad cesó durante la guerra civil y, a partir de 1939, el régimen franquista prohibió todas las actividades del club por su afiliación francesa.
La mayoría de sus jugadores ingresaron en el Atlético BBC de Sant Gervasi. En 1943 nació el Club Deportivo Hispano Francés, entidad que puede considerarse la continuación de la Société Sportive Patrie.

## Palmarés
- 4 Campeonatos de Cataluña de Baloncesto: 1923, 1930, 1935, 1936
- 1 Campeonato de España: 1935